# Sonos

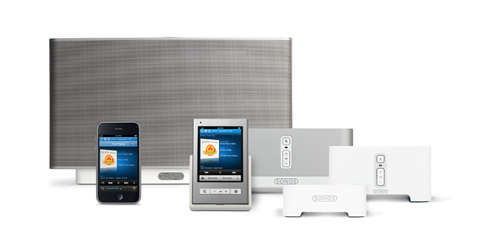
Zónové přehrávače systému Sonos

Sonos je výrobce spotřební elektroniky se sídlem v Santa Barbaře. Firmu založil v roce 2002 John MacFarlane, který také zakládal Software.com. 
Sonos se kromě výroby reproduktorů a ozvučovacích systémů zabývá od roku 2020 také provozem vlastní aplikace Sonos Radio.
V roce 2021 otevřela společnost Sonos svou značkovou prodejnu také v Praze, v Dušní ulici.[zdroj?]